# Terence Macartney-Filgate
Terence Macartney-Filgate OC (1924. augusztus 6. – Toronto, 2022. július 11.) brit-kanadai filmrendező, aki 5 évtizedes karrierje során 100-nál is több filmet rendezett, írt, készített vagy forgatott.

## Életútja
Macartney-Filgate Angliában született, de kilencéves koráig Indiában élt. Családja 1933-ban tért vissza Angliába, és három évvel később a dokumentumfilmek rajongójává vált, miután látta az 1936-os Night Mail című filmet, amelynek narrátora John Grierson (a National Film Board, az NFB alapítója) volt, és amely W. H. Auden versén alapult. Macartney-Filgate mindössze 15 éves volt a második világháború kitörésekor, és végül a Brit Királyi Légierő csatlakozott repülőmérnökként, ahol több mint egy tucat bevetésen repült Európában. Ezt követően 1946-ban az Oxfordi Egyetemen szerzett diplomát politikából, filozófiából és közgazdaságtanból, majd számos munkahelyet töltött be, mielőtt Kanadába emigrált.
Macartney-Filgate, aki régóta csodálta a Kanadai Nemzeti Filmbizottság munkáját, többször is jelentkezett a kanadai állami filmgyártónál, mielőtt 1954-ben forgatókönyvíró-asszisztensként felvették volna. A RAF-nál szerzett repülőgép-technikai ismeretei jól szolgálták, és 1954 és 1957 között az NFB-nél szponzorált filmekhez írt kommentárokat. Hamarosan forgatókönyvíró-asszisztensből rendező-fotós és producer lett, és 1956-ban rendezte első filmjét
Macartney-Filgate az NFB B egységében dolgozott, olyan filmesekkel, mint Wolf Koenig, Roman Kroitor, Stanley Jackson, Michel Brault és Pierre Perrault, akik mindannyian az új, forgatókönyv nélküli, megfigyelő dokumentumfilmek élvonalába tartoztak. A Candid Eye sorozatban rendezőként és operatőrként is sokat dolgozott. Az NFB el tudta adni a 14 30 perces rövidfilmből álló sorozatot a CBC-nek, és a Candid Eye (1958-61) adásba került. Tom Daly vezető producer felügyelte a filmeseket, és a rövidfilmeket új, könnyű felszereléssel, a mindennapi élet megörökítésére helyben forgatták, a hangsúlyt a mindennapi élet megörökítésére helyezve. Macartney-Filgate a tizennégy filmből hétért személyesen felelt, és segített kialakítani a sorozat forgatókönyv nélküli és megfigyelői szemléletét.
1960-ban Macartney-Filgate elhagyta az NFB-t és Kanadát, hogy szabadúszóként dolgozzon az amerikai székhelyű. Robert Drew Associates - Bob Drew úttörő dokumentaristákból álló istállója, amelyhez többek között Richard Leacock, D.A. Pennebaker és Albert Maysles tartozott. Ez a csoport még abban az évben három filmet készített a Time-Life Broadcast számára: Yanqui, No!, Eddie (On the Pole) és Primary. Ő volt a fő operatőr (bár nem akkreditált) a Primary című filmben, amely az 1960-as wisconsini demokrata elnökválasztási előválasztási kampányról szólt John F. Kennedy és Hubert Humphrey szenátorok között. Macartney-Filgate hamarosan elhagyta a Drew Associates-t, és a hatvanas évek nagy részében New Yorkban szabadúszóként dolgozott.
1990-es nyugdíjbe vonulása után továbbra is együtt dolgozott Adrienne Clarksonnal a CBC Television művészeti műsorában, az Adrienne Clarkson Presents-ben. 1995-ben ismét az NFB-vel dolgozott együtt, a Canada Remembers című háromrészes sorozatot rendezte, amely Kanada II. világháborúban játszott szerepéről szólt. 2007-ben elkészítette a Raising Valhalla című televíziós dokumentumfilmet, amely a Four Seasons Centre for Performing Arts új operaszínpadának megnyitásáról szólt. A kisformátumú videók híve, szabadúszó, torontói székhelyű.
Macartney-Filgate 2022. július 11-én hunyt el Torontóban, 97 évesen.

## Kitüntetései, elismései
2011 májusában Macartney-Filgate megkapta a Hot Doc kiemelkedő teljesítményéért járó díjat, amely egy visszatekintést is tartalmazott munkáira.
Szintén 2011-ben Macartney-Filgate-t a Kanadai Rend tisztjévé választották.

## Fordítás
Ez a szócikk részben vagy egészben  a   Terence Macartney-Filgate című angol Wikipédia-szócikk ezen változatának fordításán alapul.  Az eredeti cikk szerkesztőit annak laptörténete sorolja fel. Ez a jelzés csupán a megfogalmazás eredetét és a szerzői jogokat jelzi, nem szolgál a cikkben szereplő információk forrásmegjelöléseként.